# Poštena trgovina
Fer trgovina je organizovani međunarodi društveni pokret koji promoviše društveno odgovorno ponašanje u trgovini sa proizvođačima iz sirmoašnijih sredina i zemalja.
Sam pokret definiše fer trgovinu kao trgovinsko partnerstvo zasnovano na dijalogu, poštovanju i transparentnosti sa ciljem da se poveća obostrana korist u međunarodnoj trgovini.

## Istorija
Postoje razne verzije i mišljenja kako je fer trgovina počela. U Holandiji se može čuti da je u ovoj zemlji nastala ideja o fer trgovini tokom 19 veka, posle objavljivanja romana „Max Havelaar“ (1860.) u kojem je autor Eduard Dauvs žestoko kritikovao kolonijalnu politiku svoje zemlje u Holandskoj Zapadnoj Indiji, što je dovelo do snažnog pritiska za uspostavljanje poštenije trgovine i boljih uslova života u kolonijama.
U većini izvora, verovatno zbog dominacije engleskog jezika, ipak se začeci fer trgovine vezuju za SAD-e i 1946. Te godine je Edna Rut Biler, volonter u jednoj američkoj religiozno-humanitarnoj organizaciji, posetila škole šivenja koju je njena organizacija uspostavila u Portoriku. Videvši izuzetne predmete koje su žene izrađivale i teške uslove u kojima žive, ona je došla na ideju da ih prodaje u Pensilvaniji. Zahvaljujući podršci njene organizacije, prodaja je išla odlično, a uskoro je otvoren prvi lanac prodavnica specijalizovanih za prodaju proizvoda fer trgovine tj. „alternativne trgovine“ kako se ona tada nazivala. Lanac se brzo razvijao, a danas je poznat pod imenom „Deset hiljada sela“ („Ten Thouseand Villages“) i ima preko 160 objekata širom Severne Amerike, od toga 43 u Kanadi.
U Evropi se početak fer trgovine vezuje za OXFAM koji je pedesetih godina prošlog veka počeo da distribuira proizvode kineskih izbeglica u svojim prodavnicama. U isto vreme su se pojavile formalne organizacije u Holandiji, koje su i začetnici prvog evropskog lanca fer trgovina „World Shop“. Prva prodavnica iz ovog lanca je otvorena 1969. pod imenom „Third World Shop“. U protekle gotovo četiri decenije je otvoreno preko 2.500 objekata u 13 evropskih zemalja. Lanac je imao značajnu ulogu u razvoju organizacija koje se bave fer trgovinom, pružajući ovim organizacijama zavidnu ekonomsku moć i dobru infrastrukturu za sprovođenje kampanja podizanja svesti o efektima trgovine i prednostima fer trgovine.
Jedan od ključnih događaja u razvoju fer trgovine je bilo uvođene Fair trade zaštitnih loga i sertifikata krajem osemdesetih, što je omogućilo ovim proizvodima da se prodaju i van fer trgovina na policama najvećih svetskih maloprodavaca. Interesantan detalj je što je projekt uvođenja loga i sertifikata osmislio jedan sveštenik u Meksiku u saradnji sa Holandskom crkvenom nevladinom organizacijom. Prvi Fair trade znak je nosio ime gore pomenutog romana - Max Havelaar i uveden je 1988. Za samo godinu dana od uvođenja znaka, brend kafe zaštićen njime je zazuzeo preko 3% holandskog tržišta, postavši time prvi proizvod fer trgovine koji je uspeo da konkuriše ustaljenim markama.

## Ciljevi
Iz definicije fer trgovine pomenute na početku, a i aktivnosti organizacija koje je promovišu može se zaključiti da fer trgovina ima sledeće ciljeve:
- poboljšanje životnih uslova proizvođača putem olakšavanja pristupa tržištima razvijenih zemalja, ojačavanjem organizacija proizvođača, plaćanjem bolje cene i kontinuitetom trgovinske veze;
- promovisanje razvojnih prilika za ugrožene kategorije stanovništa, poput provobitnih zajednica, starosedelaca (u Južnoj Americi) i zaštita dece od eksploatacije;
- podizanje svesti među potrošačima o posledicama koje trpe proizvođači u trećem svetu zbog slobodne trgovine u svetskim razmerama kojom dominiraju velike korporacije, a sve sa ciljem da potrošači koriste svoju kupovnu moć u pozitivne svrhe;
- promovisanje ljudskih prava, korporativne društvene odgovornosti, ekološki prihvatljivih tehnologija i kampanja za promenu pravila i prakse u međunarodnoj trgovini.

Ovako definisani ciljevi izgleda da nemaju ništa zajedničko sa poslovnim ciljevima tradicionalnih kompanija. No, ovo se u potpunosti uklapa u osnovnu parolu Džona Neša, da društvo (pojedinac, organizacija) postiže maksimalno blagostanje i dobit ako svi njegovi elementi (kompanije, individue) rade ono što je najbolje za pojedince i društvo u celini. Matematički dokaz ove postavke i obaranje teze Adama Smita da društvo ostvaruje maksimalno blagostanje kad svi njegovi elementi teže sebičnom ostvarivanju samo svojih ciljeva, doneo je Nešu Nobelovu nagradu u oblasti ekonomije. Tokom devedesetih su se pojavile kompanije koje u suštini imaju za cilj čist profit, ali su uvidele da se stvara tržišna niša koju čine mahom visoko obrazovani potrošači sa prikladnim prihodima i izraženom brigom za probleme u trećem svetu. Jedna od uspešnijih kompanija koje promovišu fer trgovinu uz ostvarivanje zavidne zarade je Cafedirect koji je uspeo da zauzme 7% tržišta srednjoklasne mlevene kafe u Ujedinjenom Kraljevstvu i 18,8% tržišnog učešća premium brendovima (specijalne kafe od zrnevlja uzgajanog u posebnim uslovima). Međutim, ono što je impresivnije je svakako da se prodaja fairtrade kafe povećava za oko 45% godišnje u Velikoj Britaniji od 2002. Tokom 2005. fairtrade kafe je zauzela 20% tržišta mlevene kafe u V. Britaniji. Dinamika rasta prodaje  proizvoda u Ujedinjenom Kraljevstvu se može videti iz sledeće tabele. Kao što se vidi iz podataka, obim prodaje  proizvoda je u prethodnih sedam godina porastao za celih 1.167%.
Iako je učešće kafe u ukupnom obimu prodaje  proizvoda tokom posmatranog perioda opalo sa 82,04% na 33,74%, kafa je postala prvi fairtrade proizvod koji je na perceptivnoj mapi prosečnog potrošača ucrtala ovu kategoriju proizvoda krajem osamdesetih. Razvoj fer trgovine kafe predstavlja dobru osnovu za objašnjenje kako fair trgovina funkcioniše.

### Kafa kao značajan proizvod fer trgovine
Kao što je već objašnjeno na početku, prvi fairtrade proizvodi su bili ručno pleteni odevni ili ukrasni artikli i dekorativna zanatska dela. Vremenom se lista proizvoda širila, no tržišni uspeh je izostao. Decenijama, gotovo jedini kupci su bili oni koji imaju veoma razvijenu svest o društvenim problemima van granica svoje zemlje ili članovi nekih religioznih organizacija. Istraživanja sa početka osamdesetih su pokazala da preko 85% kupaca fairtrade proizvoda ima visoko obrazovanje, te ima između 30-40 godina i istoriju učešća u studentskim organizacijama. Tih godina je samo oko 10% stanovništva SAD-a znalo šta podrazumeva koncept fer trgovine.
Iako je već u osamdesetim širom Evrope postojalo više od hiljadu maloprodajnih objekata koji su se specijalizovali za prodaju fairtrade proizvoda, ukupna prodaja na tržištu evropske ekonomske zajednice i Švajcarske je bila čak znatno manja od 0,1% ukupne prodaje na tim tržištima. Prodaja fairtrade proizvoda je spadala u domen statističke greške. Neki od razloga koji su sprečavali razvoj fer trgovine su:
- nedovoljno razvijena prodajna mreža;
- neatraktivni proizvodi (za široku populaciju);
- loš odnos cene i kvaliteta;
- nesposobnost da se roba plasira putem velikih lanaca.

Osnovni problem za kompanije i organizacije koje su se bavile fer trgovinom je svakako bio nedostatak proizvoda koji je atraktivan dovoljno velikom tržišnom segmentu. Povrh toga, fairtrade organizacije nisu bile u stanju da organizuju distribuciju na prihvatljiv način za velike lance (stabilnost snabdevanja, konstantnost kvaliteta) te je i to uticalo da se ovi proizvodi ne nađu na policama velikih lanaca. Zbog malog broja mesta na kojima su se proizvodi mogli kupiti, ni oni potrošača koji su zaista voljni da plate nešto skuplje iako je lošijeg kvaliteta zarad nečije dobrobiti, nisu mogli to da čine.
Do preokreta je došlo 1988. kada je implementirana ideja jednog sveštenika koji je radio u Meksiku o uvođenju zaštitnog loga i standarda na osnovu kojih se neki produkt može okarakterisati kao fairtrade proizvod. Odjednom je postalo moguće da se proizvodi prodaju putem mreže velikih maloprodavaca. Nažalost, usled neadekvatnog odnosa cene i kvaliteta kod većine fairtrade prizvoda, te problema u obezbeđivanju redovnog snabdevanja, zaštitni logo je spektakularno unapredio samo prodaju kafe i još ponekog proizvoda.
Za razliku od ostalih fairtrade proizvoda, kafa je veoma tražena i koristi je većina potrošača u znatnim količinama. No, što je još važnije, kafa je jedan od retkih fairtrade proizvoda koji su kvalitetniji od istog artikla proizvedenog na plantažama velikih korporacija. Kafa je kvalitetnija ako se uzgaja na većoj nadmorskoj visini, u senci drveta i ako se bere kada sazri. Plantaže je gotovo nemoguće napraviti na iole višim nadmorskim visinama prosto jer one zahtevaju koliko-toliko ravan teren, kako bi mašine uspešno mogle da se koriste na njima. Uz to nije izvodljivo da se na plantažama sadi drveće kako bi kafa rasla u hladu jer to onemogućava pristup mašinama. Povrh svega konbajni za kafu nisu u stanju da oberu samo zrele bobice kafe, već oni uzberu sve, pa se tako u džakovima nađe i znatna količina nezrele kafe što značajno utiče na aromu. Na većini malih plantaža kafe, sa kojih potiče oko 65% svetske proizvodnje, ništa od prethodnog nije problem. Velike korporacije su istisnule mnoge male proizvođače kafe iz dolina i nizija, te je njima samo i ostalo zemljište u visokim planinama što pogoduje kvalitetu. Pošto se sve obrađuje ručno, nije nikakav problem da se kafa ostavi u senci i da se uzberu samo zrele bobice.
Na ruku fairtrade proizvođačima su išle i promene na tržištu. Tražnja za kvalitetnijim zrnevljem je porasla, posebno zbog promene u načinu konzumiranja kafe. Prodaja kafe kroz supermarkete je na američkom tržištu relativno opala u odnosu na prodaju kafe u specijalizovanim lancima (kafa za usput) poput Starbucks-a. Ovim lancima je upavo potrebna kafa tačno određene arome, kako bi mogli da naprave posebne smese, a cena ovde ima znatno manji značaj nego pri prodaji kroz supermarkete. Velike plantaže nisu u stanju da isporuče ni približno kvalitetnu kafu kao što to mogu mali proizvođači organizovani u kooperative. Ovu priliku su „ugrabile“ fer trgovinske organizacije.
Sa druge strane i sitni proizvođači su imali jaku motivaciju krajem osamdesetih da sarađuju sa Fair Trade organizacijama jer su tada cene kafe pale na rekordno nizak nivo, znatno ispod cene proizvodnje usled ulaska Vijetnama u proizvodnju i značajnog napretka u tehnologiji rada na plantažama u Brazilu. Tokom devedesetih je svetska proivodnja kafe skočila za oko 17% dok je potražnja smanjena za gotovo 11%.
Tome je najviše doprineo pad tražnje na tržištu SAD-a. Američki potrošači su se preorijentisali na meka (gazirana) pića što ilustruje podatak da je potrošnja po glavi stanovnika gaziranih pića 1970. bila 23 galona, da bi na kraju veka tj. 2000. prosečni Amerikanac popio godišnje čak 53 galona. Nasuprot tome, potrošnja kafe po glavi stanovnika je opala sa 36 na 17 galona. Dodatni problem za proizvođače kafe je i tendencija da se piju sve blaže i blaže varijante ovog napitka (slični trend postoji izgleda i u Srbiji). Treba napomenuti da tendencija pada potrošnje kafe nije opšti svetski fenomen, naročito ne u Istočnoj Evropi (slično kao i kad su u pitanju duvanski proizvodi).
U kakvoj situaciji su se našli proizvođači kafe nabolje ilustruje OXFAM-ov izveštaj iz 2002.

## Institucije i standardi fer trgovine
Institucionalni okvir za fer trgovinu nisu izgradile vlade, niti njihove organizacije, mada su doduše postojali pokušaji unutar UNDP-a. Za vreme predsednika Klintona učinjeni su izvesni pomaci ka organizovanju državnih i međudržavnih institucija. Promenom administracije u SAD-u, aktivnosti vlade po pitanju fer trgovine su praktično stale. Sa ove strane okeana je Evropska Unija donela prve akte o fer trgovini. Posebno je značajno što je na osnovu člana 23 Kotonau sporazuma Evropska unija izdvojila 43 miliona evra za razvoj fer trgovine.
Ipak, organizacija fer trgovine je i dalje prepuštena nevladinim organizacijama i pojedinim kompanijama, mada su neke zemlje poput Švajcarske uložile napore da propisima omoguće prednost fairtrade proizvodima. Gotovo je neizvodljivo napraviti šemu organizacije fer trgovine jer su odnosi nastali na dobrovoljnoj osnovi. Sve međunarodne organizacije su nastale dobrovoljnim udrživanjem, a sistematizaciju prilično otežava što u Evropi postoji veći broj supranacionalnih organizacija i prilično se insistira na egalitarizmu. Grubo učesnici u fer trgovini se mogu podeliti na:
- proizvođače;
- kupce;
- udruženja fer trgovinskih organizacija, proizvođača i kompanija koje deo ili celo svoje poslovanje zasnivaju na principima fer trgovine i
- komercijalne organizacije koje prodaju ili proizvode fairtrade proizvode.

Fer trgovinu su prvo započele razne organizacije koje su se bavile kupovinom proizvoda iz trećeg sveta, te su kasnije formirala udruženja kako bi bolje koordinirali svoje akcije i ostvarili veći uticaj na sve relevantne činioce u globalnoj zajednici. Iz sledećeg grafika se može videti okvirno kako izgledaju odnosi između međunarodnih organizacija.
Kako je to ilustrovano na grafiku, četiri međunarodne organizacije su se dogovorile da formiraju FINE koji bi trebalo da koordinira sve fer trgovinske organizacije. Međutim, odnosi nisu tako jednostavni i npr. NEWS! je među osnivačima i najvažnijim članovima IFAT-a, a u FINE-u se i jedna i druga organizacija tretiraju odvojeno; šta više NEWS! i IFAT su i dve od četiri ravnopravne organizacije koje su osnovale FINE. Praktično FINE kao i ostale organizacije sem FLO služe za usklađivanje akcija, razmenu iskustva i što je najvažnije za formiranje zajedničkih standarda i procedura koje proizvođači, posrednici i maloprodavci moraju poštovati ako žele da njihova roba ima tretman i logo Fair Trade. Tokom devedesetih su ova udruženja posvetila mnogo pažnje marketingu fair trade proizvoda kao i obučavanju proizvođača raznim marketinškim i menadžerskim veštinama. Poseban uspeh predstavlja to što su ove organizacije uspele da obuče čitav niz zajednica da organizuju internet aukcije svojih zaliha kafe.
Severno američke organizacije su formirale sopstvena udruženja i sem pojednih oblasti nisu se trudile da oforme udruženja sa Evropljanima.
Trenutno su daleko najvažnije aktivnosti oko standardizacije i brendiranja proizvoda koje uglavno sprovodi FLO (u Severnoj Americi TransFair). Postoji više grupa standarda, od kojih su neki:
1. Standardi za kompanije koje organizuju proizvodnju u skladu sa fer principima
- standardi vezani za radne uslove
- standardi vezani za proizvode
- standardi vezani za doprinos zajednici
- standardi vezani za stalno unapređenje životnih uslova (postoje minimalni standardi koje kompanija mora da zadovolji da bi dobila status Fair trade proizvođača, no ona mora već naredne godine da demonstrira da je unapredila standard radnika i njihovih porodica iznad minimalnih standarda kao i da svake naredne godine napravi pozitivan pomak i u ostalim oblastima koje regulišu standardi)

2. Standardi za proizvođače
- standardi o kvalitetu proizvoda
- o organizovanju u kooperative
- o ulaganjima u zajednicu
- o tretmanu žena i dece

3. Standardi o zaštiti životne sredine (važe za sve učesnike)
4. Standardi za posrednike i maloprodavce
- otkup po fer cenama
- ispata razvojnih premija;
- avansno plaćanje;
- obaveza nabavljanja od proizvođača ili kooperativa direktno;
- potpisivanje ugovora koji će omogućiti proizvođačima dugoročno planiranje.

### Kooperativi
Jedan od najvećih problema proizvođača i poljoprivrednika u trećem svetu su izrazito mali kapaciteti. Poljoprivredna proizvodnja se neretko odvija na površinama od par desetina ari, što je i slučaj sa velikim brojem proizvođača kafe, kao i sa većinom malinara u Srbiji, što ima značajne posledice. Sa aspekta trgovinskog menadžmenta je bitno da ovako mali individualni proizvođači nemaju računicu da transportuju malu količinu proizvoda do otkupnih stanica, te stoga lokalni nakupci praktično zarađuju više na količini kafe koju su odkupili nego sami uzgajivači.
Da bi se ovo izbeglo fer trgovinske organizacije insistiraju da se proizođači organizuju u komune koje će sprovoditi nabavku repromaterijala, sredstava za rad i prodaju. Jedna od funkcija komuna je i pružanje zaštite pojedinim članovima koji iz zdravstvenih ili drugih razloga nisu u stanju da rade. Zaštita se sprovodi ili putem finansijske pomoći ili preko ispomoći u obradi parcela. Komune, u zemljama koje ih nemaju, faktički zamenjuju sisteme društvene brige (socijalno i zdravstveno osiguranje). Doduše, veći broj zemalja u kojima fer trgovina funkcioniše, imaju više ili manje razvijene sisteme društvene brige, no često u ruralnim područjima oni ne funkcionišu najbolje.

### Razvojna premija
Osim navedenih funkcija, komune raspolažu razvojnom premijom za celu zajednicu. Kao što je naglašeno u standardima, otkupljivači (fer trgovinske organizacije ili kompanije koje posluju u skladu sa fer principima) su dužne da zajednici ili pak kompaniji koja unajmljuje rad isplate razvojnu premiju koja se uglavnom obračunava u proporciji sa količinom isporučene robe. Novac od razvojne premije se investira u dobra od opšteg značaja za zajednicu (škole, putevi, ambulante itd.).

### Stalno unapređivanje uslova života
Ovaj standard se posebno odnosi na kompanije koje organizuju proizvodnju u zemljama trećeg sveta. Standardi ILO (International Labour Organization) propisuju radne uslove, minimalne zarade (više načelno nego praktično) i druga prava radnika među kojima je i pravo na organizovanje sindikata. Iako su ovi standardi doneli boljitak mnogim radnicima oni ipak propisuju samo minimum radnih uslova. Standardi fer trgovine idu korak dalje propisujući stalnu obavezu poslodavca (i komuna) da unapređuju kvalitet života svojih zaposlenih i kooperanata. Kada kompanija dobije sertifikat od ovlašćene organizacije da ispunjava minimum fer trovinskih standarda, ona pri svakoj narednoj inspekciji mora da demonstrira da njeni zaposleni imaju bolje životne uslove nego što je to ustanovila prethodna inspekcija, ako hoće da zadrže fair trade logo.
Kritičari, a naročito zagovornici slobodne trgovine, smatraju da je jedan od neželjenih efekatata ovog standarda to što kompanije odlažu neka ulaganja koja vode popravljanju životnog standarda njihovih radnika za naredne godine kako bi demonstrirali određeni napredak iako bi one to bez ovog standarda učinile odmah.

### Dugoročna saradnja i avansno plaćanje
Svaki trgovinski odnos koji se uspostavi po fer trgovinskim pricipima mora da bude na duži rok. Obavezna stavka ugovora je i minimalna cena za svaki proizvod. Cene za većinu proizvoda određuju zajednički FLO, proizvođačke asocijacije i maloprodavci. Po potrebi se uključuju i druge organizacije. U slučaju da cena iz ugovora bude manja od cene na slobodnom tržištu, automatski se primenjuje tržišna cena uvećana za premije.
Sastavni deo ugovora je i obaveza isplate avansa po punoj ceni. Mahom isplata avansa prati dinamiku radova na poljima tj. investicije. Ovim se eliminiše još jedan problem poljoprivrednika iz trećeg sveta, a to je da su finasijeri repromaterijala često nametali veoma nefer uslove koristeći nemaštinu, što je slučaj u Srbiji.
Potisivanje ugovora na duže staze omogućava proizvođačima da plairaju nabavku opreme i drugih stavki koje će doprineti poboljšanju proizvodnje i njihovog standarda.

## Korist od fer trgovine
Do pojave zaštitnih loga, poslovni ljudi u razvijenim zemljama su, naročito početkom osamdesetih, gledali na organizacije koje se bave fer trgovinom kao na malu grupu ljudi koji još nisu shvatili da je „moć cveća“ stvar prošlosti. Situacija se u devedesetim drastično promenila, naročito u Evropi. Koliko god da je u prthodnom delu isticano da je promena nastala zbog uvođenja oznake Fair Trade i brendiranja, ipak najznačajnije je u suštini bilo to što je dovoljan broj potrošača postao svestan implikacija svojih kupovina u čemu Evropa prednjači. Po Mitelovim istraživanjima stavova potrošača 1994. u SAD-u je bilo oko 23% etičkih potrošača, odnosno onih koji su naveli primere kako su njihovi etički stavovi uticali na odluke tokom kupovine. Daljih 56% potrošača uzima u obzir etičke norme pri kupovini, no ako to zahteva neko iole ozbiljnije odricanje oni će postupiti sebično, dok njih 17% će u svakom slučaju postupiti sebično. U Zapadnoj Evropi je procenat potrošača na čiji izbor utiču etička pitanja veći. Ovome su najviše doprinele kampanje nevladinih organizacija poput čuvene OXFAM-ove kampanje „Make Trade Fair“. Najintezivnije medijske i ulične kampanje su vođene u Engleskoj, pa je tržište Ujedinjenog Kraljevstava najveće kad su u pitanju fer proizvodi (195 miliona Funti - 2005 spram oko 150 miliona Dolara – 2003. u SAD-u i oko 660 miliona Evra u ostatku Evrope 2004). Tržište tzv. etičkih proizvoda više nije samo niša, već sigurno postaje tržišni segment što ilustruje prosečna godišnja stopa rasta fer trgovine u globalnim razmerama od oko 20% tokom prethodnih deset godina.
Kompanije su sve više pod pritiskom da postupaju etički i van granica svoje zemlje i kad se tome doda da je i procenat potrošača koji prihvataju nešto više cene zarad osećaja da njihova kupovina doprinosi nečem pozitivnom postaje jasno da i velike korporacije imaju interes da učestvuju u fer trgovini. Posebno jer u kontinuitetu raste broj potrošača koji praktikuju bojkote neetičkih kompanija. Pritisak na kompanije da uvedu etičke norme u poslovanje je vidno počeo da daje efekte jer priličan broj korporacija danas ulaže sredstva u kampanje ne bi li se predstavile kao kompanije koje posluju u skladu sa etičkim principima (npr. Šelove kampanje na BBC-u). Mitelova istraživanja su pokazala da postoji pozitivna korelacija između percepcije neke kompanije kao etičke i rasta prodaje njenih proizvoda pri istim uloženim marketinškim naporima.
Dodatni interes velikim korporacijama da ispoštuju fer principe je i to što je fer trgovina uspela da obezbedi par proizvoda koji su znatno bolji od drugih raspoloživih alternativa (kafa, čaj, kakao) u vreme kada se sve više traže upravo kvalitetniji, pod specijalnim uslovima proizvedeni, poljoprivredni proizvodi (u SAD-u je prisutan trend pada ukupne potrošnje kafe, ali raste potražnja za kvalitetnijim zrnom jer se menja način konzumiranja ovog napitka. Kafa se pije sve manje u kućama, a sve više van nje. Poslednje se najbolji vidi iz ekspanzije specializovanih lokala koji služe samo razne vrste kafe. U 2005. su Amerikanci utrošili oko 70% uvezene kafe u svojim domovima dok se čak 30% kafe konzumirali van kuće.
Raste i zainteresovanost vlada za fer trgovinu, a posebno EU. Problemi koji imaju Italija i Španija sa velikim brojem emigranata je isprava uslovio ulaganje sredstava u mere koje će sprečiti ulazak na njihovu teritoriju. Ovo se nije pokazalo efikasnim, te su u razradi projekti koji će „dati razloge emigrantima da ostanu u svojim zemljama“. Raste svest da se neželjene migracije mogu zaustaviti samo razvojem siromašnih zemalja. U sklopu tih projekata su izdvojena znatna sredstva kako bi se razvila fer trgovina sa Afrikom. Posebne koristi će imati zemlje koje su u neposrdnoj blizini EU kroz programe kao što je „komšijska politika“ dizajnirana da osnaži države i poboljša životni standard u okolini EU.

## Nerazvijene zemlje u fer trgovini
Među najvokalnijim kritičarima fer trgovine su zagovornici slobodne trgovine. Argument koji oni najčešče izose je da fer trgovina na dugi rok šteti proizvođačima iz siromašnih zemlja jer sprečava tržište da ih orijentiše na ekonomski isplativu proizvodnju što se najbolje vidi na primeru kafe. Kako ističu „slobodno-trgovaši“ u vreme kada je pad cene kafe na tržištu uslovljen velikim porastom proizvodnje (17% u devedesetim) i padom tražnje (11% u istom periodu), fer trgovina isplaćujući veće cene sprečava proizvođače da se preorijentišu na ekonomsku isplativu proizvodnju što će im na dugi rok štetiti. Dovodi se i u pitanje politika fer cene, jer dugoročno isplaćivanje više cene može da stvori zavisnost proizvođača, činećih ih nesposobnim da opstanu ako ih napuste njihovi fer trgoniski partneri.
Zagovornici fer trgovine ističu da njihova politika orijentiše na proizvodnu vrednijeg zrna za kojim će uvek postojati tražnja. No, i oni priznaju da postoji opasnost od stvaranja dugoročne zavisnosti proizvođača, stoga je TransFair u standarde uvrstio i obavezu da deo ugovora budu obavezujući planovi o postepenom preorijentisanju proizvođača na standardne kompanije. Oni rado ističu primer kooperative u Meksiku koja je samostalno, na potpuno komercijalnim osnovama sklopila desetogodišnji ugovor sa Carrefour-om o isporuci organske kafe bez korišćenja loga fer trgovine.
Ipak, kao što je i bio slučaj sa ekonomskim sistemima u Istočnoj Evropi, samo će vreme pokazati kolike su zaista koristi od fer trgovine za zemlje trećeg sveta.

## Zaključak
Koliko će dobrobiti trećem svetu zaista doneti fer trgovina ostaje da se pokaže kroz vreme. Nakon tridesetak godina relativnog neuspeha, fer trgovina u devedesetim je napokon uspela da ostvari značajne rezultate od kojih više od ukupnog obima prodaje ohrabruje stopa rasta u svetskim razmerama od oko 20% tokom prethodnih deset godina.
Iako fer trgovina nije još uspela da dostigne značajan obim, njen najveći uspeh je svakako što su organizacija koje učestvuju u fer trgovini, sarađujući sa drugim NVO uspele da učine etička pitanja važnim kupcima, pa samim tim i korporacijama. Krajnji cilj organizacija koje se bave fer trgovinom je da sve korporacije integrišu etiče principe u svoju poslovnu logiku. Ostvareni su izvesni rezultati i u tom polju o čemu svedoči i činjenica da su i velike korporacije koje se bave proizvodnjom i prodajom kafe i banana počele sa prodajom artikala koji su navodno proizvedeni u skladu sa fer trgovinskim principima. Carrefour se ne tako davno obratio fer organizacijama sa idejom da uvrste liniju fer proizvoda u svoj asortiman.
Velike korporacije se jedino mogu privoleti da inkorporiraju etičke norme u svoje odlučivanje ako fer organizacije i NVO sektor uspeju da stvore sredinu u kojoj je etičko poslovanje jedini način da se ostvari profit. Ključ u tome je dalja edukacija potrošača kako po pitanju posledica njihovih izbora u kupovini u čemu će posebnu ulogu igrati kampanja podizanja svesti o moći i uticaju koji se može ostvariti na korporacije putem kupovine. Ohrabruje i što su fer organizacije postale otvorenije ka saradnji sa korporacijama jer je potuno iluzurno očekivati da će potrošači masovno prihvatiti proizvode koji su lošeg kvaliteta i pritom znatno skuplji. Fer organizacijama i proizvođačima nedostaje „know-how“ koji velike kompanije imaju, a sa druge strane fer organizacije imaju moć da privuku potrošače te i korporacije imaju razlog da sarađuju sa fer organizacijama tj. motiv da posluju etički.
Jendno je sigurno, uspeh kampanje za uvođenje etičkih pricipa u poslovanje bi koristio celokupnom društvu.

## Literatura
- 6(3), 1997,
- 2004
- 86, (2006) 63: Str. 107–118
- 2002.
- 2005
- , 2004.
- 2006.
- 2004-2005, FLO 2006
- , 2004
- 2006. , 2006.
- , 2005